# 政黨及其附隨組織不當取得財產處理條例
《政黨及其附隨組織不當取得財產處理條例》又稱為不當黨產處理條例，是一部中華民國的特別法。立法歷經24年，在2016年7月25日立法院三讀通過。

## 歷史與背景

### 李登輝時期
1999年，國民黨主席李登輝，為了信託與改革黨產，成立了「黨產處理小組」。2000年政黨輪替，連戰接任代主席後延續一次會議就無疾而終。

### 陳水扁時期
2000年，台灣第一次政黨輪替，民進黨陳水扁當選總統，開始追查國民黨不當黨產。
2002年9月，法務部研擬《政黨不當取得財產處理條例》草案，並經行政院送立法院審議，但在十月份時，因中央政府總預算遭國民黨大幅刪減，經協商後將此條例撤回。
2003年，行政院院長游錫堃，要求國家資產經營管理委員會成立專案小組，專門處理政黨不當取得國有資產歸還事宜，隔年財政部成立國家資產經營管理委員會黨產處理專案小組，處理不當黨產。
2004年12月，親民黨支持黨產處理條例，但不應以「不當黨產」為法案名稱，改為《政黨及其附隨組織取得財產清查及處理條例草案》。
2008年，民進黨發動追討黨產公投，並主張「一階段領投票，公投票、立委選票一起領，一起投」，但此公投並未通過。

### 馬英九時期
2008年，台灣第二次政黨輪替，國民黨重新拿回執政權，馬英九政府將民進黨政院版的《政黨法》草案從立法院撤回，行政院也去函撤回「黨產處理專案小組」。
2016年2月，民進黨首次在立法院成為絕對多數，並決定將此《政黨法》、《不當財產處理條例》列為優先法案。不過只要法律草案明稱有涉及「黨產」，國民黨團都要求退回程序委員會重新提出。
2016年2月26日，《不當黨產處理條例草案》再次闖關，國民黨讓步，僅提議要交由內政、財政、司法及法制委員會審查。

### 蔡英文時期
2016年7月25日，立法院臨時會三讀通過《政黨及其附隨組織不當取得財產處理條例》，在106人出席、70人贊成、33人反對，以及3人棄權下通過。行政院設「不當黨產處理委員會」，追討自1945年以後，政黨不當取得之財產。

## 主要內容
此條例的適用對象是「於1987年（中華民國七十六年）7月15日前成立」，並「依《動員戡亂時期人民團體法》規定備案」之政黨。不當黨產處理委員會認為共有十個政黨適用，但只有民進黨和國民黨有逐年申報收支決算。
此條例規定，自1945年8月15日日本二戰投降算起，政黨的財產如果不是來自於黨員繳的黨費、政治獻金、政黨補助金及衍生利息，則推定為「不當黨產」，並將凍結處分，政黨必須自行申報證明其屬有當，否則將依序歸還國有。
行政院下設「不當黨產處理委員會」，處理不當黨產相關事宜，包含調查、返還、追徵、權利回復等事項。委員會委員11至13人，由行政院長派聘，任期四年，並設有主委、副主委各1人；委員中具同一黨籍者，不得超過委員總額3分之1，單一性別之人數不得少於3分之1；該委員會調查不當黨產，可以向有關機關調請卷宗及資料，亦得向稅捐稽徵機關調取財產、所得、營業、納稅等資料；且該會於必要時，得請各級政府機關或警察機關協助，受調查機關（構）、法人、團體或個人，不得規避、拒絕或妨礙調查。
- 罰則部分，若政黨逾期未申報，處50到250萬元罰鍰，超過10日未申報，可連續處罰，處罰達第5次則直接推定為不當，政黨若於申報前處分黨產，則罰該財產1至3倍罰鍰。
- 若該財產推定為不當黨產，政黨及附隨組織應於一定期間內返還國家或原所有人，若已移轉，則向其追討價金。
- 被推定為不當財產先凍結禁止移轉，政黨舉證後，經過委員會認定後才能解除禁止處分[13]。
- 若是委員會主動調查之不當黨產的處分，則需要經過聽證會程序。

## 清查對象
根據此條例，凡是於1987年7月15日解除戒嚴前成立，並於1989年1月27日修正公布《動員戡亂時期人民團體法》後依該法第六十五條但書備案的政黨都必須申報財產。須申報財產的政黨有10個，分別是中國國民黨、中國青年黨、中國民主社會黨、中國新社會黨、中國中和黨、民主進步黨、青年中國黨、中國民主青年黨、民主行動黨、中國中青黨等政黨。除去因政黨法而撤銷的政黨，須申報財產的政黨只剩3個，分別是中國國民黨、中國青年黨、民主進步黨。
| 編號 | 政黨名稱       | 成立日期       |
| ---- | -------------- | -------------- |
| 1    | 中國國民黨     | 1894年11月24日 |
| 2    | 中國青年黨     | 1923年12月2日  |
| 3    | 中國民主社會黨 | 1932年4月16日  |
| 9    | 中國新社會黨   | 1947年11月12日 |
| 11   | 中國中和黨     | 1894年4月5日   |
| 16   | 民主進步黨     | 1986年9月28日  |
| 19   | 青年中國黨     | 1923年12月2日  |
| 21   | 中國民主青年黨 | 1953年3月21日  |
| 31   | 民主行動黨     | 1981年3月1日   |
| 37   | 中國中青黨     | 1923年12月2日  |

## 爭議

### 違憲疑慮
- 中國文化大學法律學系副教授吳盈德認為，所謂「不當」黨產，即便有不當，也未必屬於不法，台灣有關財產權的各種法律仍然繼續適用，受移轉者必然訴諸民法主張善意保護原則對抗行政權之介入，「不當黨產處理條例」作為特別法，是否可以溯及既往推翻過去依法完成的交易，有其違憲疑慮[16]。

- 東吳大學法律學系兼任助理教授葉慶元認為本草案先以「不確定之標準」認定「不當黨產」，再將不確定是否為不當黨產之部分「一律推定為不當黨產」。草案將「政黨」定義為1987年7月15日（解嚴）前成立，此一定義將民進黨、時代力量等國內目前其他主要政黨均予排除，顯然僅針對國民黨而適用，違反憲法之「平等原則」，也違反大法官第585號及第633號解釋所揭櫫之「個案立法禁止原則」。[17]

- 立委顧立雄認為，草案規範救濟機制，在行政機關下設的獨立委員會所做的裁決、有處分、有救濟機制，事先認定須通過一個聽證程序，讓程序正義完備周延，這是作為法律人的堅持，他個人有信心這部不當黨產處理條例草案不會有違憲之虞[18]。

- 立委李俊俋反批國民黨的主張才是違憲，李俊俋表示： 國民黨團還要求主管機關不能放在行政院下，但黨產調查規範都是行政行為，不放在行政院下要放在哪？而國民黨團要求放在監察院，但監院的職責是公務機關的彈劾、審計，國民黨又不是公務機關，放在監察院才是「違憲」。[19]

- 時代力量立委徐永明則反問國民黨，「國民黨過去怎麼踐踏《憲法》的？白色恐怖時這部《憲法》在哪裡？」，「二二八被槍斃的、白色恐怖被關到綠島去的人，那部《憲法》的保障在哪裡？」批評「現在為了護黨產，《憲法》回來了！」[20]

#### 釋憲結果
2020年8月28日，司法院作出司法院釋字第793號解釋，宣佈「不當黨產處理條例」全部合憲。

#### 釋憲後眾多專家學者意見
- 湯德宗（學者、前大法官）指出：[22]

早在監察院聲請不當黨產條例違憲審查之釋憲案時，當時司法院大法官多數決定不受理決議時，即生特定大法官護航問題。不受理決議，當時擬定「不同意見書」，但當時特定大法官決議不願公開不受理決議之不同意見書，只能附卷存參（後來才有公開之作法），未有讓民眾及公眾檢視多數意見何以擱置此重大憲政爭議之機會，容有偏頗之嫌。
- 李念祖（學者、律師）指出，釋字793本解釋，至少容有二疑義：[23][24]

1. 司法院大法官於言詞辯論時，刻意營造釋憲聲請人即承審法官被動須迴避之窘境。
2. 抗多數決之性格消失，顯有淪為特定立場權力者為政治鬥爭之工具之嫌。

- 臺大公共事務論壇：[25]

1. 曾或親友曾參與本條例立法之大法官，並未迴避，顯然違反程序正當。
2. 大法官邀請之鑑定人董保城之鑑定意見，解釋中未說明採納與否之理由，也未就轉型正義提出論述，可見該號解釋，理由不備。

## 備註
1. ↑  此為其前身興中會成立之時間，以正式名稱「中國國民黨」是於1919年10月10日成立
2. ↑  此為其前身中國國家社會黨成立時間，以正式名稱「中國民主社會黨」是於1946年8月15日成立

## 外部連結
- 不當黨產處理委員會官方網站 （页面存档备份，存于）